# Sinfonia n. 1 (Rubinštejn)
La Sinfonia n. 1 in fa maggiore, Op. 40 di Anton Grigor'evič Rubinštejn, fu composta nel 1849, dopo che il compositore era tornato in Russia dall'Europa. Il lavoro è chiaramente ispirato a Felix Mendelssohn.